# 롱디 (음악 그룹)
롱디는 대한민국의 음악 그룹이다. 2014년 싱글 앨범 [기린이 되었네]로 데뷔했다.

## 경력
- 뮤지션리그 X 그린플러그드 서울 2015 신인 그린프렌즈 (2015)